# Liste der Naturdenkmale in Allensbach
| Naturdenkmale | Anzahl |
| ------------- | ------ |
| FND           | 3      |
| END           | 12     |
| Gesamt        | 15     |

Die Liste der Naturdenkmale in Allensbach nennt die verordneten Naturdenkmale (ND) der im baden-württembergischen Landkreis Konstanz liegenden Gemeinde Allensbach. In Allensbach gibt es insgesamt 15 als Naturdenkmal geschützte Objekte, davon 3 flächenhafte Naturdenkmale (FND) und 12 Einzelgebilde-Naturdenkmale (END).
Stand: 31. Oktober 2016.

## Flächenhafte Naturdenkmale (FND)
| Name                           | Bild | Kennung     | Einzelheiten | Position | Fläche Hektar | Datum         |
| ------------------------------ | ---- | ----------- | ------------ | -------- | ------------- | ------------- |
| Ehemalige Kiesgrube Storkenhof | BW   | 83350020043 | Allensbach   | ⊙        | 1,0           | 4. Mai 1987   |
| Simmelried                     | BW   | 83350020013 | Allensbach   | ⊙        | 2,7           | 3. Apr. 1985  |
| Vorland Nachtwaid              | BW   | 83350020014 | Allensbach   | ⊙        | 0,3           | 18. Juli 1988 |
| Legende für Naturdenkmal       |      |             |              |          |               |               |

## Einzelgebilde (END)
| Name                                              | Bild | Kennung     | Einzelheiten                                           | Position | Fläche Hektar | Datum         |
| ------------------------------------------------- | ---- | ----------- | ------------------------------------------------------ | -------- | ------------- | ------------- |
| Baumgruppe: 1 Wellingtonie, 2 Douglasien, 1 Buche |      | 83350020005 | Allensbach                                             | ⊙        | 0,0           | 21. Dez. 1978 |
| Baumgruppe: 2 Fichten, 1 Buche                    |      | 83350020009 | Allensbach Nicht mehr in der LUBW-Datenbank vorhanden. | ???      | 0,0           | 21. Dez. 1978 |
| Baumgruppe: 3 Kastanien                           |      | 83350020006 | Allensbach                                             | ⊙        | 0,0           | 21. Dez. 1978 |
| Baumgruppe: 4 Linden                              | BW   | 83350020007 | Allensbach                                             | ⊙        | 0,0           | 21. Dez. 1978 |
| 1 Baumgruppe: 7 Nussbäume, 1 Eiche                |      | 83350020002 | Allensbach                                             | ⊙        | 0,0           | 21. Dez. 1978 |
| 1 Esche                                           | BW   | 83350020004 | Allensbach                                             | ⊙        | 0,0           | 21. Dez. 1978 |
| 1 Fichte                                          | BW   | 83350020001 | Allensbach Nicht mehr in der LUBW-Datenbank vorhanden. | ⊙        | 0,0           | 21. Dez. 1978 |
| 1 Linde                                           | BW   | 83350020008 | Allensbach Nicht mehr in der LUBW-Datenbank vorhanden. | ⊙        | 0,0           | 21. Dez. 1978 |
| 1 Rotbuche                                        | BW   | 83350020011 | Allensbach                                             | ⊙        | 0,0           | 21. Dez. 1978 |
| 1 Stieleiche                                      | BW   | 83350020003 | Allensbach                                             | ⊙        | 0,0           | 21. Dez. 1978 |
| 1 Stieleiche                                      | BW   | 83350020010 | Allensbach                                             | ⊙        | 0,0           | 21. Dez. 1978 |
| 1 Winterlinde                                     | BW   | 83350020012 | Allensbach                                             | ⊙        | 0,0           | 23. Feb. 1984 |
| Legende für Naturdenkmal                          |      |             |                                                        |          |               |               |